# Effetto ''Non stop'': dieci anni dopo
Effetto Non stop: dieci anni dopo è stato un programma televisivo italiano di genere talk show-documentario, andato in onda il 28 ottobre 1987 in prima serata su Rai 1, condotto da Loretta Goggi e dedicato all'innovativo programma comico Non stop.

## Il programma
Il programma verteva su filmati d'archivio della storica trasmissione Non stop, dieci anni dopo la prima messa in onda, con interviste proposte da Loretta Goggi ai protagonisti, i quali venivano invitati a formare un bilancio della loro esperienza e a raccontare aneddoti sul programma..

## Cast tecnico
- Regia: Enzo Trapani
- Autori: Francesco Macchia